# Niittysaari (ö i Norra Savolax, Nordöstra Savolax)
Niittysaari är en halvö i Finland. Den ligger i sjön Retunen och i kommunen Kaavi i sjön Retunen och i den ekonomiska regionen  Nordöstra Savolax ekonomiska region  och landskapet Norra Savolax, i den centrala delen av landet, 400 km nordost om huvudstaden Helsingfors.